# Tropis oculifera
Tropis oculifera är en skalbaggsart som först beskrevs av Newman 1840.  Tropis oculifera ingår i släktet Tropis och familjen långhorningar. Inga underarter finns listade i Catalogue of Life.